# Atenuador

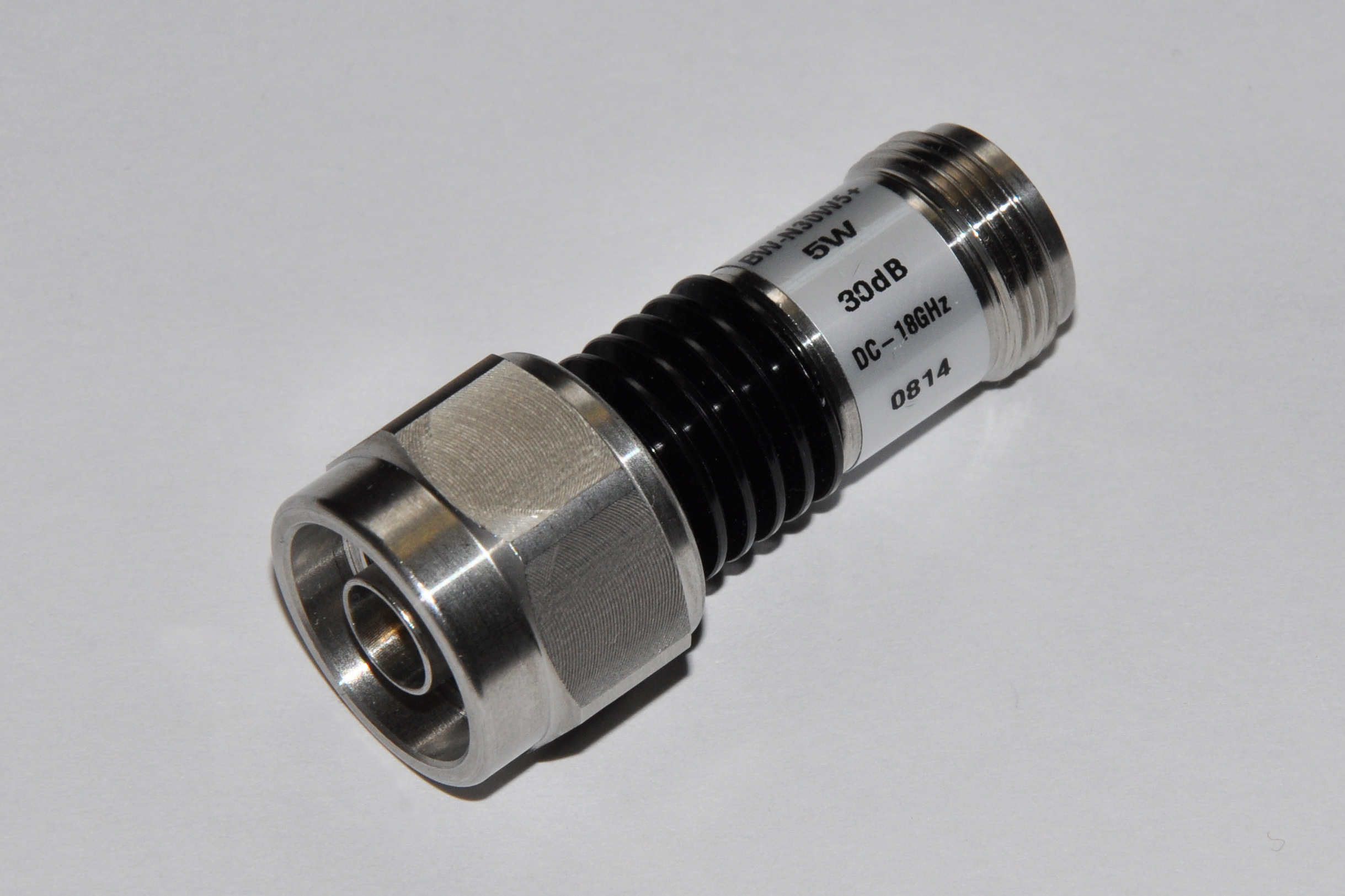
Um 30dB 5W RF-atenuador, DC-18GHz, com conectores coaxiais tipo N

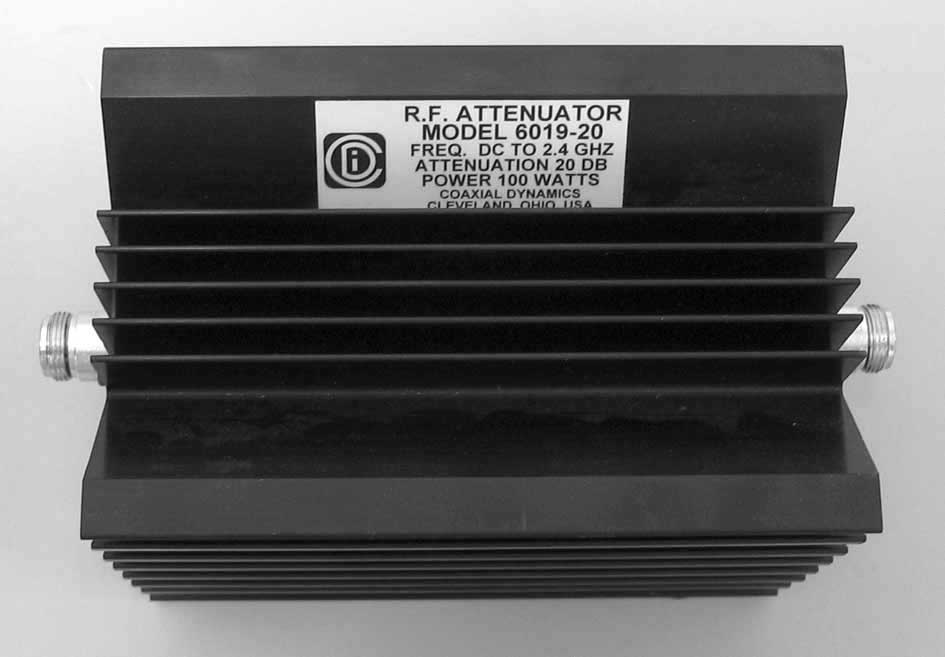
Atenuador Coaxial Dynamics de 100 Watt

Um atenuador é um dispositivo eletrônico que reduz a amplitude ou a potência de um sinal, sem distorcer sensivelmente a sua forma de onda.
Efetivamente, um atenuador é o oposto de um amplificador, embora os dois trabalhem utilizando métodos diferentes. Enquanto, na maioria dos casos, um amplificador proporciona ganho, um atenuador provê perda ou ganho inferior a 1.

## Composição
Atenuadores geralmente são dispositivos eletricamente passivos, construídos a partir de simples redes divisoras de tensão utilizando resistências. A divisão da amplitude da forma de onda entre as diferentes resistências da rede pode ser ajustável de forma discreta (alterando os valores dos resistores da rede) ou continuamente (ajustáveis usando potenciômetros).
Para frequências mais elevadas, são utilizados redes de resistências precisas para obtenção de casamentos de impedâncias e assim obter um baixo ROE (Relação de Ondas Estacionárias).

## Atuação
Atenuadores fixos são utilizados para baixar a tensão, dissipar potência, e melhorar o casamento de impedâncias. 

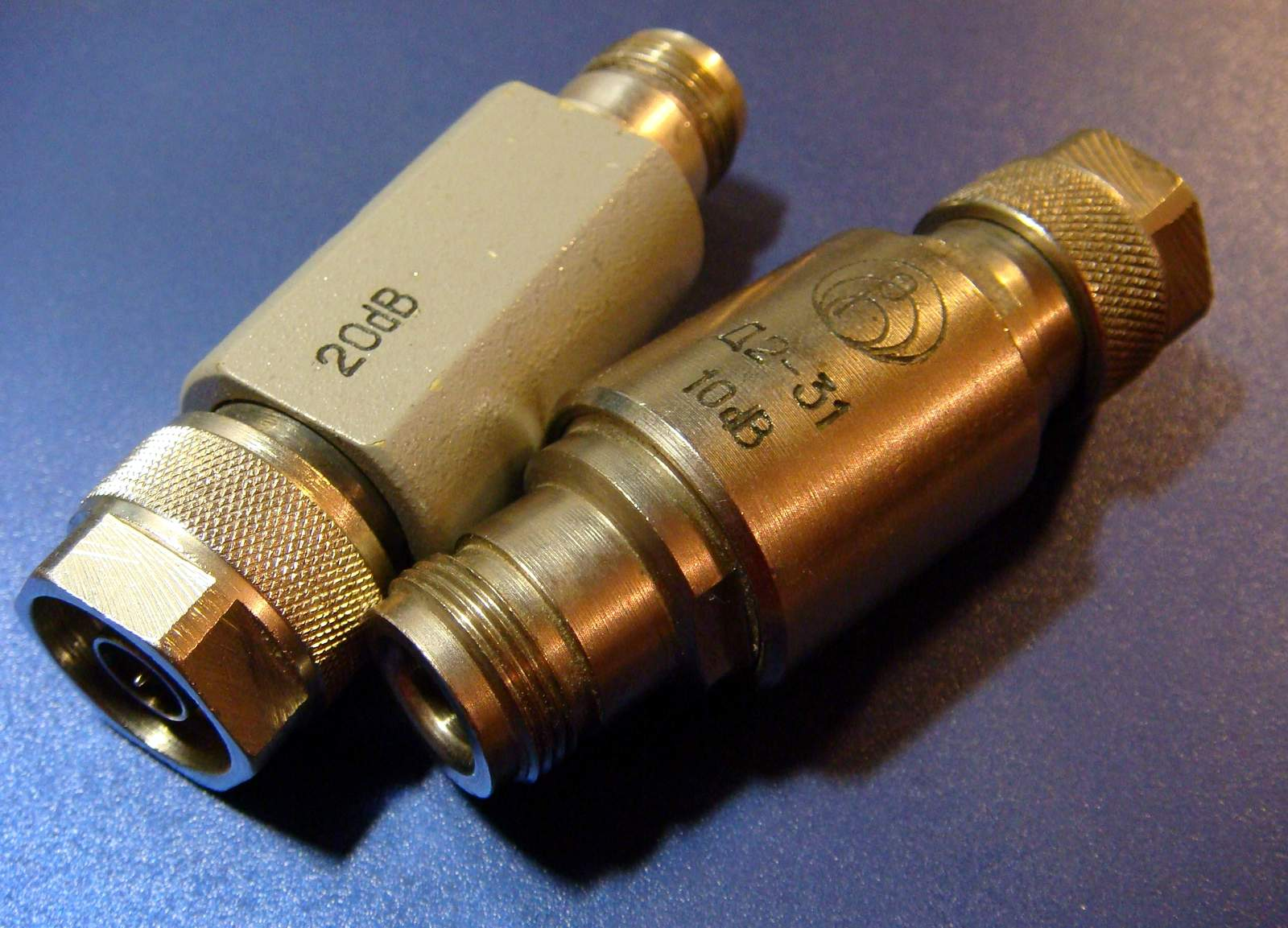
Atenuador-Coaxial 20dB - 10dB

Na medição de sinais, atenuadores ou adaptadores são usados para diminuir a amplitude do sinal (em valores conhecidos) para permitir medições, ou para proteger o dispositivo de medição de níveis de sinais que possam danificá-lo.
Atenuadores também são usados para "casar" impedâncias, por apresentar um baixo ROE (Relação de Ondas Estacionárias).
Atenuadores de potência de guitarras são usados como carga de dissipação de potência, enquanto permitem que uma pequena saída possa ser usada para medições ou mesmo, outros propósitos.
Os atenuadores geralmente são usados em aplicações de rádio, comunicação, laboratórios e linha de transmissão para "enfraquecer" um sinal superior.
Em especial, atenuadores ópticos vem ganhando destaque nos últimos anos, sendo eles responsáveis por auxiliar na comunicação da fibra óptica, combinando adequadamente os níveis do transmissor e do receptor e amenizando problemas de conexão.

## Tipos de atenuadores
Atenuadores fixos tem seu valor de atenuação permanente, ou seja, invariável. São utilizados em caminhos de sinais para reduzir a transmissão de energia e seguem uma atenuação fixa por redes resistivas simétricas, sendo sua configuração um guia de onda, montagem em superfície ou coaxial e, dependendo da aplicação, pode ser direcional ou bidirecional.
Atenuadores variáveis, diferente dos atenuadores fixos, podem ter seu valor de atenuação ajustado de acordo com a finalidade do usuário. Possuem elementos de estado sólido como diodos PIN e transistores de efeito de campo semicondutores de óxido metálico (MOSFETs), podendo ser controlados manualmente ou eletricamente com auxilio de um motor.
Atenuadores programáveis são controlados, através de uma tensão externa, por computadores. Atualmente, possuem design controlados por USB e são fornecidos com software de controle pré-estabelecidos.
Atenuadores de bloqueio DC são componentes coaxias que bloqueiam o fluxo de corrente contínua (DC), oferecendo, aos sinais de radiofrequência (RF), interferência mínima. Possuem capacitores em série na entrada e saída que possibilitam a passagem do sinal RF e bloqueiam a passagem de DC.
Atenuadores ópticos absorvem e dissipam a luz de acordo com seu valor de atenuação sem alterar a forma de onda, podendo ser fixo, variável ou programável, dependendo do objetivo da sua ultilização. Atenuadores ópticos fixos usam fibras dopadas para dispersar a luz oferecida na entrada. Já os variáveis e programáveis estão intimamente relacionados aos atenuadores RF.